# Mistrzostwa Polski w piłce siatkowej mężczyzn (1938)
Mistrzostwa Polski w piłce siatkowej mężczyzn 1938 – 9. edycja rozgrywek o mistrzostwo Polski w piłce siatkowej mężczyzn. Rozgrywki miały formę turnieju rozgrywanego w Łodzi. W turnieju mogły wziąć udział drużyny, które zwyciężyły w eliminacjach okręgowych, oraz aktualny mistrz Polski.

## Rozgrywki
Uczestniczące w mistrzostwach drużyny zostały podzielone na cztery grupy. Do finału A kwalifikowały się drużyny, które w swoich grupach zajęły pierwsze miejsca.
- Grupa I :    Polonia Warszawa, Pomorzanin Toruń, KPW Katowice

Wyniki grupy I
| Data       | Drużyna 1        | Wynik | Drużyna 2        | Sety                |
| ---------- | ---------------- | ----- | ---------------- | ------------------- |
| 28.01.1938 | Pomorzanin Toruń | 2:0   | KPW Katowice     | 15:6, 15:8          |
| 28.01.1938 | Polonia Warszawa | 2:1   | KPW Katowice     | 15:13, 13:15, 15:11 |
| 29.01.1938 | Polonia Warszawa | 2:0   | Pomorzanin Toruń |                     |

- Grupa II :  AZS Lwów, Sokół Białystok, KPW Poznań

Wyniki grupy II
| Data       | Drużyna 1       | Wynik | Drużyna 2       | Sety              |
| ---------- | --------------- | ----- | --------------- | ----------------- |
| 28.01.1938 | Sokół Białystok | 2:1   | KPW Poznań      | 15:9, 7:15, 15:12 |
| 29.01.1938 | AZS Lwów        | 2:0   | KPW Poznań      |                   |
| 29.01.1938 | AZS Lwów        | 2:1   | Sokół Białystok |                   |

- Grupa III : AZS Warszawa, HKS Łódź, Pogoń Brześć n/Bugiem

Wyniki grupy III
| Data       | Drużyna 1    | Wynik | Drużyna 2    | Sety              |
| ---------- | ------------ | ----- | ------------ | ----------------- |
| 28.01.1938 | Pogoń Brześć | 2:1   | HKS Łódź     | 15:9, 8:15, 15:12 |
| 28.01.1938 | AZS Warszawa | 2:0   | HKS Łódź     | 15:7, 15:11       |
| 29.01.1938 | AZS Warszawa | 2:0   | Pogoń Brześć |                   |

- Grupa IV :  AZS Wilno, Cracovia, WKS Unia Lublin

Wyniki grupy IV
| Data       | Drużyna 1 | Wynik | Drużyna 2   | Sety         |
| ---------- | --------- | ----- | ----------- | ------------ |
| 28.01.1938 | Cracovia  | 2:0   | Unia Lublin | 15:10, 15:10 |
| 29.01.1938 | AZS Wilno | 2:0   | Cracovia    |              |
| 29.01.1938 | AZS Wilno | 2:0   | Unia Lublin |              |

W finale A zagrały : Polonia Warszawa, AZS Lwów, AZS Warszawa, AZS Wilno
 Wyniki fazy finałowej 
| Data       | Drużyna 1        | Wynik | Drużyna 2        | Sety                |
| ---------- | ---------------- | ----- | ---------------- | ------------------- |
| 29.01.1938 | AZS Wilno        | 2:1   | AZS Warszawa     | 15:7, 11:15, 15:8   |
| 29.01.1938 | Polonia Warszawa | 2:1   | AZS Lwów         | 9:15, 15:7, 15:5    |
|            |                  |       |                  |                     |
| 30.01.1938 | AZS Warszawa     | 2:0   | AZS Lwów         | 15:10, 15:4         |
| 30.01.1938 | AZS Wilno        | 2:0   | Polonia Warszawa | 15:12, 15:9         |
|            |                  |       |                  |                     |
| 30.01.1938 | AZS Warszawa     | 2:1   | Polonia Warszawa | 15:10, 4:15, 15:10  |
| 30.01.1938 | AZS Wilno        | 2:1   | AZS Lwów         | 15:13, 15:17, 15:11 |

 Mecze o 5 miejsce 
| Data       | Drużyna 1        | Wynik | Drużyna 2        | Sety |
| ---------- | ---------------- | ----- | ---------------- | ---- |
| 30.01.1938 | Sokół Białystok  | 2:0   | Pogoń Brześć     |      |
| 30.01.1938 | Pomorzanin Toruń | 2:1   | Sokół Białystok  |      |
|            |                  |       |                  |      |
| 30.01.1938 | Cracovia         | 2:1   | Pomorzanin Toruń |      |
| 30.01.1938 | Cracovia         | 2:0   | Sokół Białystok  |      |
|            |                  |       |                  |      |
| 30.01.1938 | Cracovia         | 2:0   | Pogoń Brześć     |      |
| 30.01.1938 | Pomorzanin Toruń | :     | Pogoń Brześć     |      |

 Mecze o 9 miejsce 
| Data       | Drużyna 1    | Wynik | Drużyna 2   | Sety |
| ---------- | ------------ | ----- | ----------- | ---- |
| 30.01.1938 | KPW Katowice | 2:0   | Unia Lublin |      |
| 30.01.1938 | KPW Katowice | 2:1   | KPW Poznań  |      |
|            |              |       |             |      |
| 30.01.1938 | KPW Poznań   | 2:1   | HKS Łódź    |      |
| 30.01.1938 | HKS Łódź     | 2:0   | Unia Lublin |      |
|            |              |       |             |      |
| 30.01.1938 | KPW Katowice | :     | HKS Łódź    |      |
| 30.01.1938 | KPW Poznań   | :     | Unia Lublin |      |

## Składy najlepszych drużyn
- AZS Wilno: Witold Wieromiej, Z. Hoppen, B. Kuczyński, W. Minerwin, D. Łapiński, Wowkiewicz, W. Rodziewicz, W. Szumakowicz, S. Wojtkiewicz, R Markowski.
- AZS Warszawa: Romuald Wirszyłło, L. Stypiński, K. Wejchert, B. Kozłowski, J. Lutz, Z. Nowakowski, K. Staniszewski, W. Szeremeta.
- Polonii Warszawa: Bohdan Perkowski, Wiktor Kwast, Tadeusz Kwast, Henryk Jaźnicki, Janusz Obuchowicz, Stefan Witterberg, Jan Nowicki, Jerzy Gregołajtys.

## Klasyfikacja końcowa
| Miejsce | Drużyna          |
| ------- | ---------------- |
| złoto   | AZS Wilno        |
| 2.      | AZS Warszawa     |
| 3.      | Polonia Warszawa |
| 4.      | AZS Lwów         |
| 5.      | Cracovia         |
| 6.      | Pomorzanin Toruń |
| 7.      | Sokół Białystok  |
| 8.      | Pogoń Brześć     |
| 9.      | KPW Katowice     |
| 10.     | KPW Poznań       |
| 11.     | HKS Łódź         |
| 12.     | Unia Lublin      |